# کریستینای ایرانی
کریستینا (سریانی: ܟܪܣܛܝܢܐ، Kresṭīnā)، که به نام یزدوی زاده شد، یک نجیب‌زادهٔ ساسانی و شهید مسیحی است.
کریستینا اهل منطقه باجرمی کرکوک بود. پدرش، یزدین، پسر مهرزبیروی، فرماندار نصیبین بود. او از آیین زرتشتی خارج و به مسیحیت و کلیسای مشرق گروید. او به دلیل خودداری از ازدواج با یک نجیب‌زاده کشته شد و میان مسیحیان به عنوان یک شهید باکره مورد احترام قرار می‌گیرد. مطابق یک تذکره شهدای یونانی، او با ضربه‌های میله کشته شد. تاریخ دقیق مرگ او ناشناخته است اما احتمالاً در دوران حکومت خسرو انوشیروان (حکومت از ۵۳۱ تا ۵۷۹) بوده‌است.
بابای بزرگ (مرگ در ۶۲۸) کمی پس از مرگ او زندگی‌نامه‌اش را به سریانی نوشت که امروز فقط دیباچه آن باقی مانده‌است. از آنجا که آخرین اثر قدیس‌نگاری تا پیش از کریستینا مربوط به جرج ایزلایی (شهید در ۶۱۵) است، احتمالاً بابای زندگی‌نامه کریستینا را پس از آن تاریخ نوشته‌است. به گفته بابایی، او «در هنگامی که کافر بود» یزدوی نامیده می‌شد، اما «در آغاز تولد جدید خود به عنوان نشانه زندگی، کریستینا نامیده شود، نامی که نباید از آن گذشت».
یاد کریستینا در ۱۳ مارس در کلیسای کاتولیک و کلیسای ارتدکس سریانی گرامی داشته می‌شود. شهیدشناسی رومی او را این گونه توصیف می‌کند: «در ایران، قدیس کریستینا، شهیدی بود که با میله شلاق خورد و در زمان سلطنت خسرو یکم ایران به شهادت رسید.» در کلیسای ارتدکس گرجی، در اوایل سده هفتم میلادی، روز روزه او برابر با ۱۵ مارس بود؛ هرچند در برخی از نسخه‌های تقویم کلیسایی یوحنای زوسیموس در سده دهم، ۱۴ مارس را برای این کار در نظر گرفته شده‌است. سیناکساریون قسطنطنیه‌ی کلیسای ارتدکس شرقی نیز ۱۴ مارس را در نظر می‌گیرد.